# La Chapelle-Craonnaise
La Chapelle-Craonnaise ist eine französische Gemeinde mit 315 Einwohnern (Stand: 1. Januar 2022) im Département Mayenne in der Region Pays de la Loire; sie gehört zum Arrondissement Château-Gontier und zum Kanton Cossé-le-Vivien. Die Einwohner werden Capello-Craonnais genannt.

## Geographie
Die Gemeinde La Chapelle-Craonnaise liegt am Oudon, 22 Kilometer südwestlich von Laval. La Chapelle-Craonnaise liegt etwa 25 Kilometer südsüdwestlich von Laval. Umgeben wird La Chapelle-Craonnaise von den Nachbargemeinden Cossé-le-Vivien im Norden und Nordwesten, Cosmes im Norden und Nordosten, Simplé im Osten und Südosten, Denazé im Süden und Südosten sowie Athée im Süden und Westen.

## Bevölkerungsentwicklung
| Jahr                       | 1962 | 1968 | 1975 | 1982 | 1990 | 1999 | 2006 | 2019 |
| -------------------------- | ---- | ---- | ---- | ---- | ---- | ---- | ---- | ---- |
| Einwohner                  | 362  | 307  | 299  | 270  | 280  | 266  | 303  | 336  |
| Quellen: Cassini und INSEE |      |      |      |      |      |      |      |      |

## Sehenswürdigkeiten
- Kirche Saint-Martin aus dem 13. Jahrhundert

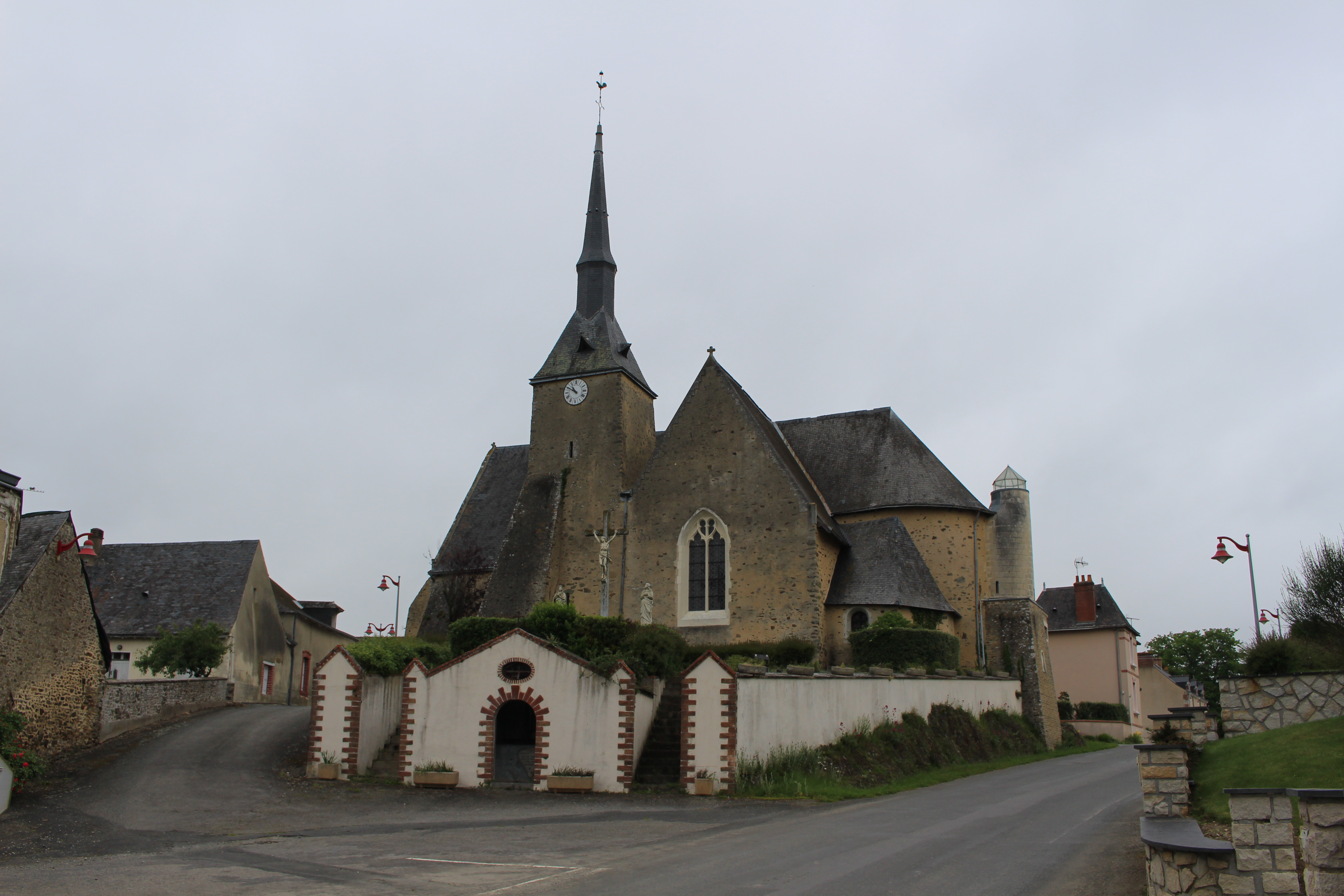
Kirche Saint-Martin

- Kapelle Sept-Douleurs
- Turmhügelburg La Motte Sorcin
- Herrenhaus Villegran
- Mausoleum